# Pseudosympycnus latipes
Pseudosympycnus latipes is een vliegensoort uit de familie van de slankpootvliegen (Dolichopodidae). De wetenschappelijke naam van de soort werd voor het eerst geldig gepubliceerd in 1930 door Octave Parent als Sympycnus latipes.